# Rodolphe Wytsman

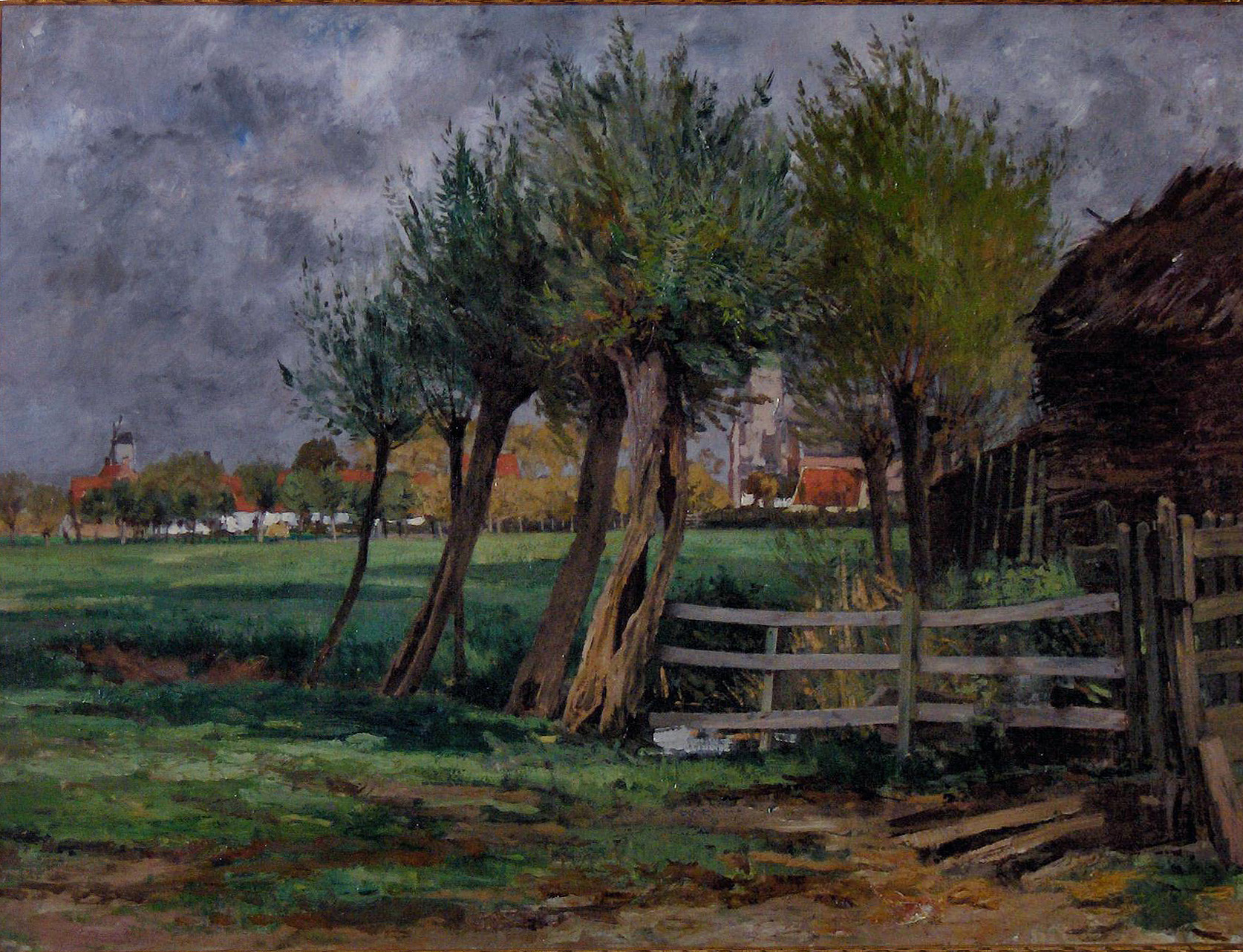
Plattelandsgezicht, gemeentelijk patrimonium Knokke-Heist

Rodolphe Paul Marie Wytsman (Dendermonde, 11 maart 1860 - Linkebeek, 2 november 1927) was een Belgisch kunstschilder van het impressionisme.

## Levensloop

### Afkomst
Rodolphe Wytsman was de zoon van Klemens Wytsman (Dendermonde, 1825-1870), een man van Oostenrijkse afkomst die notaris was en schepen in zijn geboortestad, en van Emma-Maria Cockuyt (Gent, ca. 1838). Wytsman huwde in 1886 met Juliette Trullemans (Brussel, 1866-Elsene, 1925), eveneens kunstschilderes. Zij woonden achtereenvolgens in de Onderwijsstraat 22 (ca. 1881), Van Dyckstraat, 14 (1884), Neuchâtelstraat, 17 (1885), Prieelstraat, 6 (1888) later 26 en in de Keyenveldstraat, 39, te Brussel.

### Jeugd en opleiding
De jonge Rodophe Wytsman groeide op in een cultureel hoogstaand milieu: zijn vader was – los van de zorg voor zijn notariaat – een verdienstelijk numismaat, geschiedkundige, toondichter en urbanist. Tot zijn vriendenkring behoorden de Vlaamse toondichters François Auguste Gevaert en Peter Benoit, maar ook de Franse letterkundige Victor Hugo. Vader Wytsman overleed voortijdig in 1870 toen Rodolphe amper 9 à 10 jaar oud was. Moeder Wytsman verhuisde kort daarna van Dendermonde naar Gent, haar geboortestad.
Van 1873 af volgde Rodolphe Wytsman lessen aan de Gentse Academie bij Jean Capeinick (1838 – 1890), een kunstschilder die gespecialiseerd was in stillevens en rijke, bonte bloemstukken. Capeinick, een echte vakman, was ook de leraar die de jonge Théo Van Rysselberghe had begeleid.
Wytsmans studies werden gedwongen onderbroken voor een lucratieve baan in een garenwinkel. Na drie jaar, en tegen de wens van zijn moeder, kapte hij met deze in zijn ogen afstompende en beklemmende bezigheid en hervatte hij zijn studies aan de Academie. Zijn leraars waren toen Théodore-Joseph Canneel en Julius De Keghel. Wytsman sloot er vriendschap met Théo Van Rysselberghe, Gustave Vanaise en Armand Heins. Met deze laatste werd hij een vriend voor het leven. Zij gingen tekenen langs de oevers van de Schelde en de Leie. Als kunstschilder opteerde Wytsman voor het landschap. Zijn vroege werken – deze uit de Gentse tijd – waren realistisch. In de volgende jaren dan ontwikkelde die zich gaandeweg meer in een alsnog conventionele pre-impressionistische stijl. Maar dan woonde Wytsman reeds in Brussel, waar de polsslag van het modernistische schilderen het best te voelen was.

### Brussel
Moeder Wytsman vestigde zich met haar gezin in Brussel waar Rodolphe nog in hetzelfde jaar zijn studies voortzette aan de Academie. Hij had er Jean Portaels, Joseph Stallaert en Joseph Van Severendonck als – academische meesters. Tot zijn studiegenoten in Brussel behoorden Eugène Broerman, François Halkett, Frantz Charlet en opnieuw Théo Van Rysselberghe. Ook James Ensor en Guillaume Van Strydonck studeerden er in die tijd.
Aan de Academie van Brussel kwam hij in contact met de kunstenaarsgroep "L'Essor". “L'Essor” was op 4 maart 1876 opgericht door enkele leerlingen van de Academie voor Schone Kunsten te Brussel, namelijk L. Cambier, Julien Dillens, Léon Herbo, Henri Permeke, L. Pion, F. Seghers en François Taelemans. Vele anderen sloten zich aan : Albert Baertsoen, Frantz Charlet, Jean Degreef, Henri De Groux, Jacques de Lalaing, Jean Delville, James Ensor, Léon Frédéric, Frans Van Leemputten en nog anderen.
Nog vooraleer in 1881 zijn academieopleiding definitief af te sluiten stelde Rodolphe Wytsman al tentoon in het Salon van 1880 in Gent met "De avond".

### Italiëreis

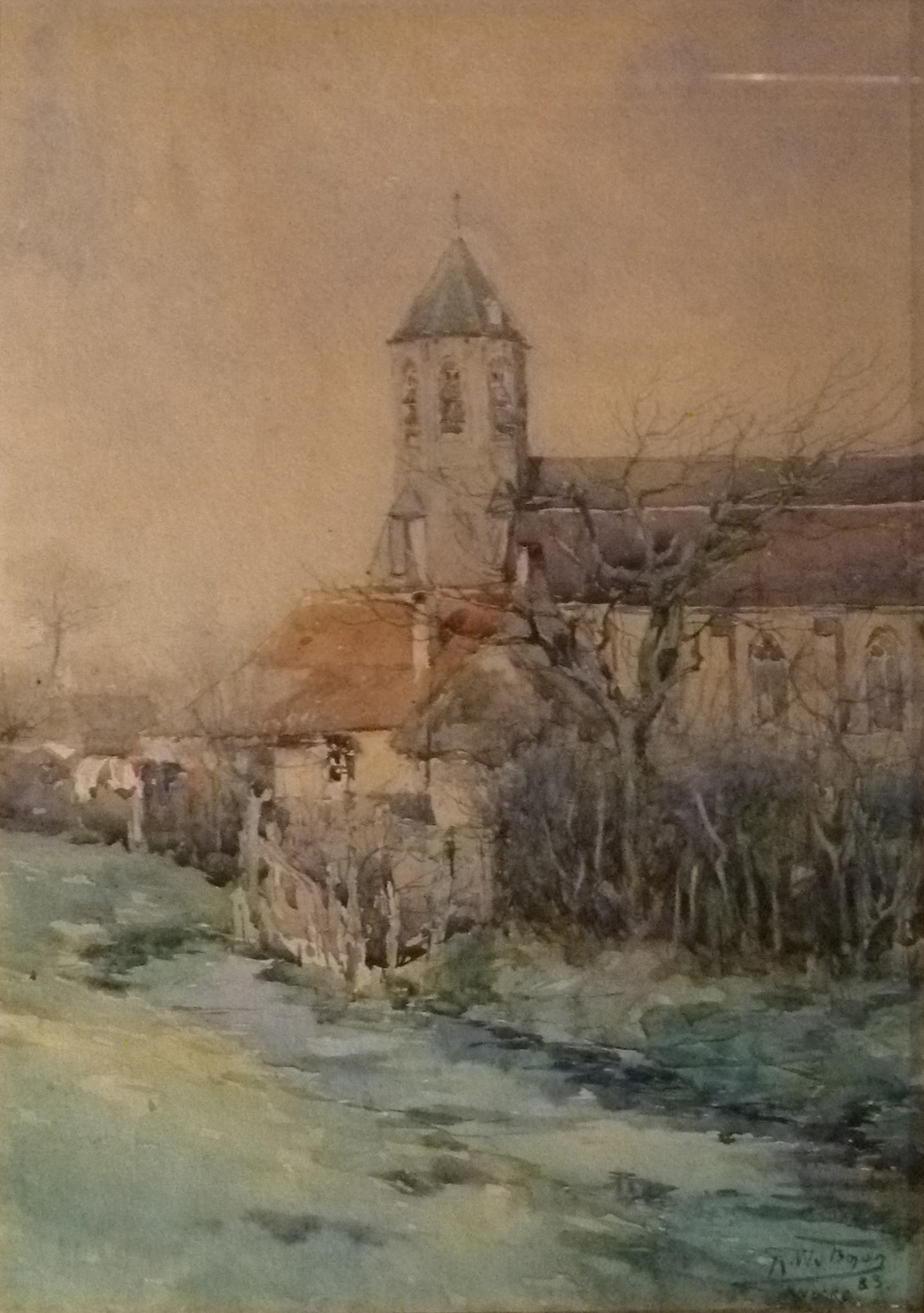
Kerkje van Knokke (1883)

Financieel gesteund door een vriend van wijlen zijn vader, kon hij in 1882 een Italiëreis ondernemen. Roma en omstreken, maar ook de Napolitaanse kust maakten op hem een onvergetelijke indruk. Uit die tijd dateren werken als "Fontein in de Villa Borghese in Roma" en "Rotsen te Capri".
In Italië had hij vriendschappelijke contacten met andere Belgische kunstenaars die er toen verbleven: Gustave Vanaise, Jef Lambeaux, Léon Philippet, Eugène Broerman, Alexandre Marcette.
In mei 1883 was Rodolphe Wytsman terug in België. Samen met Vanaise exposeerde hij in dat jaar nog in de "Cercle Artistique" in Gent.
Van 1883 af was hij ook jaarlijks in Knokke te vinden. Daar ontwikkelde zich in de zomer een kleine maar belangrijke kunstenaarskolonie waar vele vooruitstrevende landschapschilders uit Gent en Brussel op af kwamen: Alfred Verwee, Willy Schlobach, Paul Parmentier, Théo Van Rysselberghe, Omer Coppens, Anna Boch, Félicien Rops… Ook James Ensor, Willy Finch & zelfs Camille Pissarro kwamen er langs. Wytsman schilderde er de duinen, het strand, de polders, het Zwin, …

### Les XX
In 1883 werd Wytsman kort na de stichting lid van "Les XX", de beroemde avant-gardegroep te Brussel, bezield door de figuur van Octave Maus en gesticht door Frantz Charlet, Jean Delvin, Dario De Regoyos, Paul Dubois, James Ensor, Willy Finch, Charles Goethals, Fernand Khnopff, Périclès Pantazis, Frans Simons en Théodore Verstraete. Tot in 1887 stuurde Wytsman werken in naar de jaarlijkse Salons van "Les XX". Het jaar daarop nam hij samen met Isidore Verheyden ontslag uit die groep en zou er niet meer exposeren, ook niet als "genodigde".Hij nam ontslag zonder dat er een duidelijke reden gekend is en blijkbaar ook zonder ruzies, wat anders wel meer voorkwam binnen "Les XX". In zijn ontslagbrief schreef hij :"… J'espère que tout en n'étant plus Vingiste, nous conserverons nos bons rapports et que j'aurai le plaisir de vous recevoir souvent à l'atelier …".
In de Salons van "Les XX" was Wytsman met volgende titels aanwezig:
- 1884: "La ferme du Moulin (Flandre)", "Les Fleurs (West-Flandre)" & " La mare (dunes de Knocke)"
- 1885: "Le Moulin de Knocke", "La neige", "A Melle. Fin d'automne", "A Boitsfort" & "La Prairie"
- 1886: "La neige", "Pavots et coquelicots. Crépuscule", "A Boitsfort", "Le Bois. Temps pluvieux", "La mare. Ixelles", "Coin d'étang. Soir", " Fin d'automne" en verder: "Série d'impressions" &"Pastel"
- 1887:"Automne", "Coin de jardin", "Fin Novembre", "Le Moulin à eau", "Le canal de Delft. Soir" & "A Delft".

Zijn adresopgave vermeldde in 1883 en 1884 expliciet "Knocke par Westkapelle" naast het Brusselse adres in de Van Dyckstraat, 14 (1884) en in de Neuchâtelstraat, 17 (1885). In 1886 (het jaar van zijn huwelijk) en 1887 werd Knokke niet meer vermeld, maar was het Brusselse adres weerom veranderd naar de Prieelstraat, 6 (26) in de Leopoldwijk. Dit adres bleef zeker tot in 1900 hetzelfde.

### Juliette
Het was in het atelier van Jean Capeinick, dat Juliette Trullemans en Rodolphe Wytsman ten slotte elkaar voor 't eerst ontmoetten. En weldra ook in het zomerse schildersmekka Knokke, zagen ze elkaar geregeld opnieuw.
Op 16 februari 1886 trad Rodolphe Wytsman met Juliette Trullemans in het huwelijk. Het werd een ideale verbintenis: beiden schilderden enthousiast zonovergoten landschappen en tableaus met planten en struiken die erg in de smaak vielen. De twee kunstenaarscarrières versmolten werkelijk tot één harmonieus geheel. De opbrengst van hun kunst liet ze toe ruim te leven en tal van reizen te ondernemen. Hun vele Europese reizen lieten echter relatief weinig sporen van in hun oeuvre.
Eerst woonde het echtpaar Wytsman nog in de Prieelstraat Leopoldswijk, maar verhuisde kort na 1900 naar de Keyenveldstraat, 39. Ze hadden ook een buitenhuis in Terhulpen, ten zuidoosten van Brussel, aan de andere zijde van het Zoniënwoud. Ze hadden er intense vriendschappelijke contacten met onder meer de schrijver en kunstcriticus Camille Lemonnier, de beeldhouwer Charles Van der Stappen en de kunstschilder Emile Claus.
In 1892 verwierven ze een landgoed "Les Tournesols" in de Brusselse randgemeente Linkebeek. Rond hun huis was er een grote bloemrijke tuin te midden van een nog grotendeels ongerept landschap. Het park en de omgeving inspireerden beiden tot tal van doeken.
Als locaties voor hun landschappen was er naast Knokke uiteraard ook het Brabantse landschap (Ter Hulpen, Genval, de Parkhoeve, …), maar vooral ook de Maas en haar omgeving (Dave, Profondeville, Yvoir, Houx, Bouvignes, …) zijn sites die de Wytsmans prefereerden. Ook Brugge komt voor en het verre Tenerife (in werken uit 1914).
Rodolphe en Juliette Wytsman hadden beide een duidelijke voorkeur voor landschappelijke motieven: landschappen zonder meer, maar ook doeken met speciale aandacht voor opvallende bloemen, kruiden of planten, die ze op de voorgrond van hun schilderijen plaatsten, meestal met een doorkijk naar het achterliggende landschap: vijvers, moerassen, bloeiende boomgaarden, bloembedden bij bloemkwekers, heide met bloeiende brem, braakland met onkruid overwoekerd, verwilderde tuinen, bloesems, rozelaars en seringen, klaprozen, zwaardlelies, vingerhoedkruid, leverkruid, kastanjekruid, …

### La Libre Esthétique
Jaren later vinden we Wytsman wél weer terug bij de exposanten van "La Libre Esthétique", een kunstkring die na de ontbinding van "Les XX" in 1893 de doelstellingen van de opgeheven vereniging bleef aanhangen en hun avant-gardisme – dit waren toen vooral het symbolisme en postimpressionistische tendensen zoals het luminisme – in hun jaarlijkse salons tot uiting bracht.

### Tentoonstellingen
Naast zijn deelnames aan de Driejaarlijkse Salons van Antwerpen, Brussel en Gent, aan de kleinere Salons in de provinciesteden en – enkel Rodolphe – aan de Salons van "Les XX", organiseerden hij ook enkele dubbeltentoonstellingen met zijn vrouw : namelijk in 1888 en in 1893 in de Brusselse "Cercle Artistique". Rodolphe Wytsman exposeerde in het eerste Oostendse Salon, ingericht in 1894 op initiatief van onder meer James Ensor. Hij toonde : “Appelbomen in bloei” en “De dorpsweg”.
Beiden stelden tentoon in de Belgische sectie voor Schone Kunsten tijdens de "Exposition universelle internationale 1900" in Parijs en de belangwekkende "Ausstellung Belgischer Kunst" in Berlijn anno 1908 (met “De Beek”).
Speciaal te vermelden is ook de tentoonstelling van Belgische kunstenaars in de zaal Zacheta in Warschau in 1907, een tentoonstelling die er kwam op initiatief van de Poolse industrieel Leopold Wellisch (1882-1972) en waaraan slechts een handvol kunstenaars, onder wie Rodolphe en Juliette Wytsman deelnamen.
Rodolphe Wytsman exposeerde ook regelmatig pastels. Zo stuurde hij in 1903 er vier naar de "Tentoonstelling van waterverfschilderingen, pastels, etsen en andere" in Antwerpen: "De schelf", "Het moer", "De weg in de heide" en "Avond in Brabant – oktober".

### De Eerste Wereldoorlog
Toen de Eerste Wereldoorlog uitbrak in augustus 1914 kwam een ware exodus op gang in België; richting Frankrijk, Engeland, Nederland, Amerika, en – voor een kleine minderheid – naar Zwitserland. Het gezin Wytsman weken uit naar Rotterdam. Andere kunstenaars die naar Nederland waren ontkomen of er om andere redenen verbleven waren o.a. Gust De Smet, Fritz Van den Berghe, Rik Wouters, Isidore Opsomer, Walter Vaes, Jozef Cantré, William Degouve de Nuncques, Frans Smeers, Jules Schmalzgaug, William Paerels, Georges Van Tongerloo en Edith Van Leckwyck.
Beide kunstenaars richtten in de Rotterdamse kunstkring een expositie in ten voordele van de Belgische kunstenaars. Discreet steunden ze behoeftige collega's, waarbij we wellicht Rik Wouters mogen rekenen. Ze schilderden er landschappen in de omgeving van Overschie, Bergplaats, Oosterwijck, Plasmolen, Kralingen, Delfshaven en Mook. Toen Rik Wouters in 1916 in verschrikkelijke omstandigheden overleed in Amsterdam en er begraven werd, was het Rodolphe Wytsman die er de lijkrede uitsprak.
In november 1916 bracht het Stedelijk Museum in Amsterdam een tentoonstelling van Belgische Kunst. Rodolphe Wytsman zat in het inrichtend comité samen met Isidore Opsomer en Maurice Guilbert benevens de Amsterdamse museumconservator Baard. Met uitzondering van Gust De Smet en Rik Wouters werd de jonge – vernieuwende – generatie volledig genegeerd in deze tentoonstelling – wat door hen niet in dank werd afgenomen.

### Terug naar Linkebeek
Na de oorlog keerden de Wytsman en zijn vrouw naar hun geliefde Linkebeek terug, maar die laatste fase van hun leven verliep stil, zonder noemenswaardige extra-artistieke gebeurtenissen, enigszins aan de rand van de vernieuwende kunsttendensen die meer en meer opgang maakten, en waarvoor zij niet meer open stonden. In 1925 bereidden ze samen nog een dubbel-retrospectieve voor, hun laatste belangrijke manifestatie in een totaal veranderde kunstwereld.
Juliette Wytsman-Trullemans stierf thuis in de Keyenveldstraat in Elsene op 8 maart 1925. Rodolphe overleefde haar nog meer dan twee jaar.
Rodolphe Wytsman was ook een van de privéleraars van Maria van Hohenzollern-Sigmaringen, Gravin van Vlaanderen, die een voortreffelijke grafica werd.
Hij werkte enkele keren samen met de architect Georges Hobé voor decoratieschilderingen in ensembles die Hobé had ontworpen (Turijn, 1902; Milaan, 1906).

## Stijl
Juliette en Rodolphe Wytsman debuteerden beiden in een realistische stijl met pré-impressionistische accenten. Onder invloed van het artistieke gebeuren van hun tijd, dat ze alleen al door de tentoonstellingen in Brussel en zeker ook door hun contacten met gelijkgestemde kunstenaars goed kenden, werden ze beide gedreven naar een grote belangstelling voor de picturale weergave van de inwerking van het intense licht in hun doeken, de wisselwerking van licht, vormen en kleuren. Beide behoren tot de belangrijkste vertegenwoordigers van de luministische tendens binnen het neo-impressionisme in de Belgische schilderkunst. Ze delen die plaats met kunstenaars als Emille Claus en zijn leerlingen Jenny Montigny en Anna De Weert, Adrien-Joseph Heymans, George Morren en Georges Buysse.

## Trivia
Het Museum van Elsene bezit zijn portret in olieverf door Jehan Frison, alsook het schilderij "Het theeuurtje" van Herman Richir dat in feite een geanimeerd dubbelportret in stemmig interieur is van Rodolphe Wytsman en zijn vrouw Juliette.

## Musea en openbare verzamelingen
- Amsterdam
- Antwerpen
- Barcelona
- Buenos Aires
- Brussel, Museum Camille Lemonnier
- Dendermonde
- Elsene (Brussel), Museum van Elsene (groot ensemble; ook schetsboeken)
- Gent
- Hoei
- Knokke
- Luik
- Oostende, Mu.ZEE
- Sabadell
- Sint-Joost-ten-Noode (Brussel)
- Tienen
- Tokio
- Ukkel (Brussel)
- Verviers
- Verzameling van de Région Wallonne (De Meuse te Wépion)

- Gemeinsame Normdatei: 143010085
- International Standard Name Identifier: 0000 0001 0786 4483
- RKD-Nederlands Instituut voor Kunstgeschiedenis: 85876
- Union List of Artist Names: 500105424
- Virtual International Authority File: 96466803
- WorldCat: E39PBJpYDdwkHtqt33PqJ4V3cP